# Мазан-батыр
Мазан-батыр (Мазан-батур; ум. 1683) — крупный калмыцкий тайши, калмыцкий национальный герой, военачальник, участник походов против турок-османов и крымских татар.

## Происхождение
Авторы исторических сочинений XVIII и XIX веков — «Сказание о дербен-ойратах» Габан-Шараб и Батур-Убаши Тюмень сообщали, что Мазан-батыр происходил из ойратского племени торгут. Старший из шести сыновей тайши Очира, внук Аралхи-Ахуту и правнук Цецен-нойона, двоюродного брата Хо-Урлюка.

## Биография
Впервые имя Мазан-батыра упоминается в декабре 1661 года, когда он в своём улусе принял отряд стрельцов из Царицына во главе с сотником Г. Голочановым.
Саратовский воевода Ф. Леонтьев доносил в Москву, что 25 июня 1673 года приехали к городу «Мазана мурзы улусу ево калмыцкие люди» и просили разрешения на торговлю: разрешение было дано и торговля с саратовцами продолжалась более двух недель.

### Русско-турецкая война (1672—1681)
В 1673 году по просьбе русского правительства калмыцкий тайши Аюка отправил в поход на крымские владения 10-тысячное калмыцкое войско под предводительством зайсанга Унитея-Бакши. Одновременно другой 5-тысячный отряд под командованием Мазан-батыра прибыл на Дон на помощь царскому воеводе И. С. Хитрово, получившего приказ действовать против Азова и Крыма.
Летом 1674 года Аюка-хан вновь отправил значительные силы (7-тысячное войско) под командованием нойонов Мазан-батыра и Донака в поход на Крымское ханство. 2-тысячный отряд во главе с Донаком переправился через Волгу и совершил набег на окрестности Перекопа. 5-тысячный калмыцкий корпус Мазана-батыра отправился на Дон. При посредничестве кабардинского князя Касбулата Черкасского Мазан-батыр договорился к донским атаманом Корнилой Яковлевым о мире и дружбе между калмыками и донским казачеством.
Затем соединенные силы (5000 калмыков, 2000 донских казаков и 1000 стрельцов полковника Г. И. Касогова) выступили в поход на Крымское ханство. Казаки и стрельцы отплыли из Черкасска водой на стругах и лодках, а калмыки пошли степью вдоль Дона. В окрестностях Азова союзники соединили свои силы. 1 сентября в бою под Азовом казаки, стрельцы и калмыки разбили турецким гарнизоном, получившим подкрепление. «На том бою азовцев и турков побили и стада конские и скотские отогнали многие».
Ратные успехи калмыков были отмечены правительством России: как сообщают документы, царский посланник стряпчий К. П. Пущин специально совершал поездку в калмыцкие кочевья для вручения калмыцким тайшам, в том числе и Мазан-батыру, «государева жалованья» и объявления им «царского похваления за верную службу».
Весной 1675 года царское правительство отправило из Москвы в калмыцкие кочевья стольника К. П. Козлова для организации очередного похода калмыков на Крым и Азов. 11 мая стольник прибыл в ставку Аюки-хана на реке Еруслан, на левом берегу Волги, ниже Саратова. После подготовительных мероприятий 10-тысячное калмыцкое войско выступило в поход на крымские улусы. Во главе войска находились тайши Замса и Мункотемир. Нойон Мазан-батыр со своим личным отрядом (300 воинов) двигался отдельно от главных сил и соединился с ними у Дона, выше реки Сал. 30 августа Замса и Мункотемир вернулись от Дона в свои улусы. Поход продолжил только Мазан-батыр с 1 000 калмыцких воинов. Сообщая об этом, Каспулат Муцалович Черкасский посчитал нужным добавить знаменательные строки, характеризующие калмыцкого военачальника:
«Мазан де Баатр человек ротной и во всех улусах знатный промышленник».
Князь Каспулат и Мазан-батыр направились к Перекопу, но по пути, на р. Молочные Воды, 12 сентября от них сбежал один из слуг князя. Ввиду сравнительной малочисленности отряда, и предполагая, что сбежавший успеет предупредить татар, отряд повернул на Запорожье, к кошевому атаману Ивану Серко, который и до этого неоднократно действовал совместно с калмыками.
В 1675 году запорожские казаки под командованием кошевого атамана Ивана Серко предприняли свой знаменитый поход на Крымское ханство. К ним присоединились: русский полк стольника Леонтьева, стрельцы Лукошкина, калмыцкие воины под руководством Мазан-батыра, донские казаки атамана Фрола Минаева и отряд князя Касбулата Черкасского, прибывшие в Запорожье по царскому указу 17 сентября все они пошли
«чинить воинский промысел… за Перекопью разбили турскую заставу, села попалили, много полону набрали и христианских душ много освободили и все здоровы назад пришли».
Русский историк С. М. Соловьев в своем труде «История России с древнейших времен» написал об этом событии и привел письмо Ивана Серка в Москву, в котором Мазан-батыр ошибочно назван «калмыцким Мазин-Мурзой». Объединенные российские войска 23 сентября 1675 года форсировали Гнилое море и одновременно начали ощутимые удары по противнику через Перекоп, при этом взяли в плен крупного крымского военачальника Батыршу Мурзу Мансурова с его воинами. Боевые подвиги российских войск, в том числе калмыков под командованием Мазан-батыра, были отмечены правительством «милостивым за их службу словом».
В октябре того же 1675 года отряд запорожских казаков при участии тысячи калмыцких всадников во главе с Мазан-батыром под общим командованием кошевого атамана И. Д. Серко совершили новый поход на Крым через Сиваш («Гнилое море»). Крымский хан выставил на всем побережье сильные конные заставы. В бою «у Каменного моста» казаки и калмыки «крымских людей побили многих и бунчук и шатры взяли и крымские улусы повоевали». За верную службу и боевые успехи в Крыму казаки и калмыки удостоились похвальной грамоты царя Алексея Михайловича.
В 1676 году турецко-крымские отряды совершали набеги на Запорожье и прорывались до Киева. Русские полки, отряды Мазан-батыра и князя Каспулата Черкасского, находившегося на Дону, вскоре получили царский указ идти к Киеву на помощь запорожскому войску. Совместные действия запорожцев с русско-калмыцко-кабардинскими ратными людьми остановили продвижение турецко-крымских полчищ под Киевом и Чугуевым. Мазан-батыр с калмыцкой конницей, проявляя доблесть и мужество, принимал активное участие в сражении под Чугуевым, затем в августе 1677 года — в разгроме турецких войск Ибрагима-паши под Чигирином.
В 1678 году крымский хан Мурад Герай при поддержке турецкого султана возобновил военные действия на Украине. Царское правительство предприняло меры для пополнения русских войск, находившихся на Украине: были мобилизованы ратные люди низовых городов Поволжья, увеличилось число калмыцких отрядов и донских казаков. Русские полки, стремительные конные отряды калмыков, основная часть которых находилась под командованием Мазан-батыра, донские казаки и кабардинские воины князя Каспулата Черкасского летом 1679 года нанесли турецко-крымским войскам серьезное поражение под Чугуевым, затем у села Волуйки. В то же время авангард Мазан-батыра с донскими казаками пробился в Запорожье, где калмыки снова соединились с запорожскими казаками кошевого атамана Ивана Серка. Запорожцы, калмыки и донские казаки не давали противнику возможности укрепиться в крепостях и населенных пунктах Запорожья и преграждали путь к Киеву. В результате успешных действий запорожцев, русских полков, калмыков и донских казаков крымско-турецкие полчища были отброшены к морю. Тогда турецкий султан и крымский хан сосредоточили крупные силы в районе Азова для последующего нанесения удара по Харькову и Чугуеву. Русские ратные люди, украинцы, калмыки с Мазан-батыром, донские казаки и кабардинские уздени снова совместными ударами отразили вылазки противника, затем нанесли ему сокрушительный удар в районе реки Биликлейки. Так калмыки вместе с русскими ратными людьми, донскими казаками, кабардинскими узденями рука об руку с запорожскими казаками сражались против общих противников — султанской Турции и её вассалов — Крыма и Азова. Благодаря боевому содружеству они достигли победы над неприятелем.

### Смерть
После окончания войны России с Турцией и Крымским ханством (1681 год) Мазан-батыр со своим отрядом вернулся в свои кочевья. В 1683 году Мазан-батыр был смертельно ранен в своем улусе во время одного из налетов яицких (уральских) казаков. Через несколько дней Мазан-батыр умер от ран в Яицком городке. 11 сентября в разговоре с астраханским посланцем М. Бараковым калмыцкий тайши Аюка сообщил об убийстве «лучшего человека Мазан-баатра».
У Мазана-батыра было четыре сына, старшим из которых был Яман, ставший первым из зайсангов при Аюки-хане. Зайсанг Яман Мазанов вместе с братьями владел Эркетеневским улусом, который в начале XVIII века насчитывал более 5000 кибиток.